# Гедеон Олександр Халецький
Гедеон Олександр Халецький (д/н —25 лютого 1696) — державний діяч часів Речі Посполитої.

## Життєпис
Походив зі спольщеного українсько-білоруського роду Халецьких власного гербу. Другий син Олександра Халецького, королівськогос екретаря, та Гальшки Дунін-Раєцької.
Про молоді роки відомостей обмаль. Був покоєвим королеви Марії Луїзи. 1665 року мав дуель з іншим покоєвим — Єронімом Петриковським, за що обидва були усунені від двора. завдяки заступництву Марії Собеської обидва були помилувані.
1669 року обирається делегатом від Віленського воєводства на елекційний сейм. Ймовірно підтримував Михайла Вишневецького.
1672 року отримав новосельске староство. 1673 року обирається депутатом від Новогрудського повіту на пацифікаційний сейм. Одружився з Євфимією з білоруського роду Млечко. 1677 року обирається делегатом від Вількомирського повіт на сейм. 1685 року обирається маршкалком Литовського Трибуналу. Помер 1696 року.

## Родина
Дружина — Євфімія, донька Яна Казимира Млечко, упицького підкоморія
Діти:
- Регіна, дружина Марціяна Огінського, мстиславського каштеляна
- Марціан Домінік (д/н—після 1706), новосельський староста